# 杰伊·卡蒂
小杰伊·J·卡蒂（英語：Jay J. Carty Jr.，1941年7月4日—2017年5月4日），美国NBA联盟前职业篮球运动员。他在1962年的NBA选秀中第6轮第46顺位被圣路易斯鹰选中。